# Trine!
Trine! är en norsk svartvit dramafilm från 1952 i regi av Toralf Sandø. I titelrollen ses Eva Røine.

## Handling
Per Gjerpen arbetar som säljare och revisor. En dag ser han Trine medan han är ute på en säljarrunda. Han köper två lotter åt henne, vilket blir början på en kontakt som senare fördjupas till en kärleksrelation. Paret upptäcker att de har vunnit ett hus på lotteriet, men det visar sig senare att så inte är fallet, lotterna har lästs av fel. De får i stället låna ett hus av tant Andrea. Trine besöker Andrea som är sjuk och Per blir därmed ensam i huset. Förvecklingarna börjar.

## Rollista
- Eva Røine – Trine
- Frank Robert – Per Gjerpen
- Jørn Ording – Jens Gulbrandsen
- Christina Lundquist – Effi May Palmer
- Margit Brataas – Gurine
- Erna Schøyen – Fru Hatlezet, Trines mor
- Sigrun Otto – Fru Jahnfeldt, Jens' mor
- Liv Uchermann Selmer – Tant Andrea
- Brita Bigum – Fröken Svingvoll
- Mona Hofland – Fröken Jørgensen
- Sigurd Magnussøn – Pandahl, revisor
- Ulf Selmer – Farbror Joachim
- Alf Malland – polis
- Aasta Voss
- Edel Stenberg
- Torhild Lindal
- Jan Voigt
- Øivind Johnssen
- Rolf Just Nilsen
- Oscar Amundsen
- Karin Hox
- Harald Aimarsen

## Om filmen
Filmen producerades av bolaget Merkur Film med Ernst Ottersen som produktionsledare. Den bygger på Hans Geelmuydens roman med samma namn. Geelmuyden skrev också filmens manus tillsammans med regissören Toralf Sandø. Filmen fotades av Per Gunnar Jonson. Musiken komponerades av Geelmuyden och Fred Thunes. Filmen hade premiär den 26 december 1952 i Norge.